# Rauchende Colts: Er ist das Gesetz
Rauchende Colts: Er ist das Gesetz (Originaltitel: Gunsmoke: One Man’s Justice) ist ein US-amerikanischer Western des Regisseurs Jerry Jameson aus dem Jahr 1994. Es handelt sich um den letzten von fünf Fernsehfilmen zur Serie Rauchende Colts.

## Handlung
Nachdem sie einen Zug um 30.000 Dollar beraubt haben, unterbrechen der irische Gesetzlose Sean Devlin und seine Banditen ihre Flucht, um eine Postkutsche zu überfallen. Bei der Verteidigung der Kutsche wird Matts Schwiegersohn Josh ins Bein geschossen, der reisende Stacheldrahtverkäufer Davis Healy in den Arm getroffen und die verwitwete Mutter zweier Kinder, Hannah Miller, tödlich verwundet. Drei vorbeikommende Cowboys gehen dazwischen und verjagen die Devlin-Bande. Die Kutsche hält an Dillons Ranch, um den Verwundeten zu helfen, da sie näher an der Stadt liegt.
Hannah stirbt in Matts Ranchhaus. Ihr ältester Sohn, der 15-jährige Lucas, schleicht sich mitten in der Nacht davon, um sich mit dem Pistolengürtel seines Vaters und dem Abzeichen des Hilfssheriffs zu rächen. Am Morgen macht sich Matt auf die Suche nach dem Jungen, um zu verhindern, dass er getötet wird. Healy besteht trotz seiner Wunde darauf, die Verfolgung aufzunehmen, was Matt dazu veranlasst, an Healys Motiven zu zweifeln.
Auf der Ranch wurde der jüngere Waisenjunge Martin in Beths Obhut gegeben, aber er weigert sich, zu essen oder zu sprechen. Beth versucht, ihn aus seiner Trauer herauszulocken.

## Trivia
Im Laufe des Films wird enthüllt, dass auch Matts Vater, genau wie Lucas, als Gesetzeshüter, genauer gesagt als Texas Ranger, im Dienst getötet wurde. Dieses Detail wurde während der gesamten 20-jährigen Laufzeit der Fernsehserie nie erwähnt.

## Veröffentlichung
Die Erstausstrahlung erfolgte am 10. Februar 1994 auf CBS. In Deutschland hatte der Film seine Premiere am 25. August 1994 auf VHS, im Fernsehen lief er erstmals am 27. September 1995 auf RTL 2.

## Kritik
„Routinierte, aber eher betulich nach alten Mustern inszenierte Episode des Endlos-Fernsehwestern.“